# Ted (aerolínea)
Ted fue una de las dos aerolíneas de la sección de marca de United Airlines. Ted fue creada para competir con el mercado de aerolíneas de bajo coste. En contraste con la otra aerolínea: United p.s., "Ted" viene de las tres últimas letras del nombre de la marca United.  United lanzó Ted antropomórficamente y tentó de personificar a Ted; usando frases como Meet Ted o I've Met Ted.
Debido a la crisis aérea causada por la escalada de los precios del combustible, el 4 de junio de 2008, United anunció que la marca Ted y sus servicios serían modificados para añadir asientos de primera clase en los aviones de Ted y serían incorporados eventualmente a la flota de United para compensar la retirada de toda su flota de 737. Las operaciones de Ted se fusionaron en la red de United el 6 de enero de 2009.

## Historia
La creación de Ted fue anunciada el 12 de noviembre de 2003, y comenzó sus vuelos el 12 de febrero de 2004. Comenzó a operar desde el Denver, una base de United, para competir con Frontier Airlines. La aerolínea estaba dotada de 57 aviones Airbus A320, en configuración de una sola clase turista con 156 asientos. Fue creada por United como via para competir con las aerolíneas de bajo coste, como Frontier, JetBlue, y Southwest.
Todos los vuelos de Ted eran operados por tripulaciones de United Airlines bajo un certificado de operación de United, así pues Ted no contaba con un certificado de aerolínea propiamente dicho, pero sin embargo se le aplicó el nuevo nombre de marca para diferenciar los servicios de "todo turista" en contraposición de los servicios de la matriz United.  En alguna ocasión, por necesidades operativas, los aviones de Ted efectuaban vuelos para United.  Más a menudo, sin embargo, los aviones de United operaban vuelos para Ted, por necesidad de sustituir equipamientos de los aviones Ted.

## Destinos
En el momento de su integración en United Airlines, Ted volaba a 23 destinos en todo México y los Estados Unidos, incluyendo Puerto Rico. El aeropuerto principal de Ted, era el Aeropuerto Internacional de Denver, aunque la aerolínea también tenía un buen número de vuelos en el Aeropuerto Internacional O'Hare de Chicago, en el Aeropuerto Internacional de San Francisco, y en el Aeropuerto Internacional Washington Dulles. Ted finalizó sus servicios el 6 de enero de 2009 y fueron transferidos tanto operaciones como material logístico a United Airlines.

## Flota

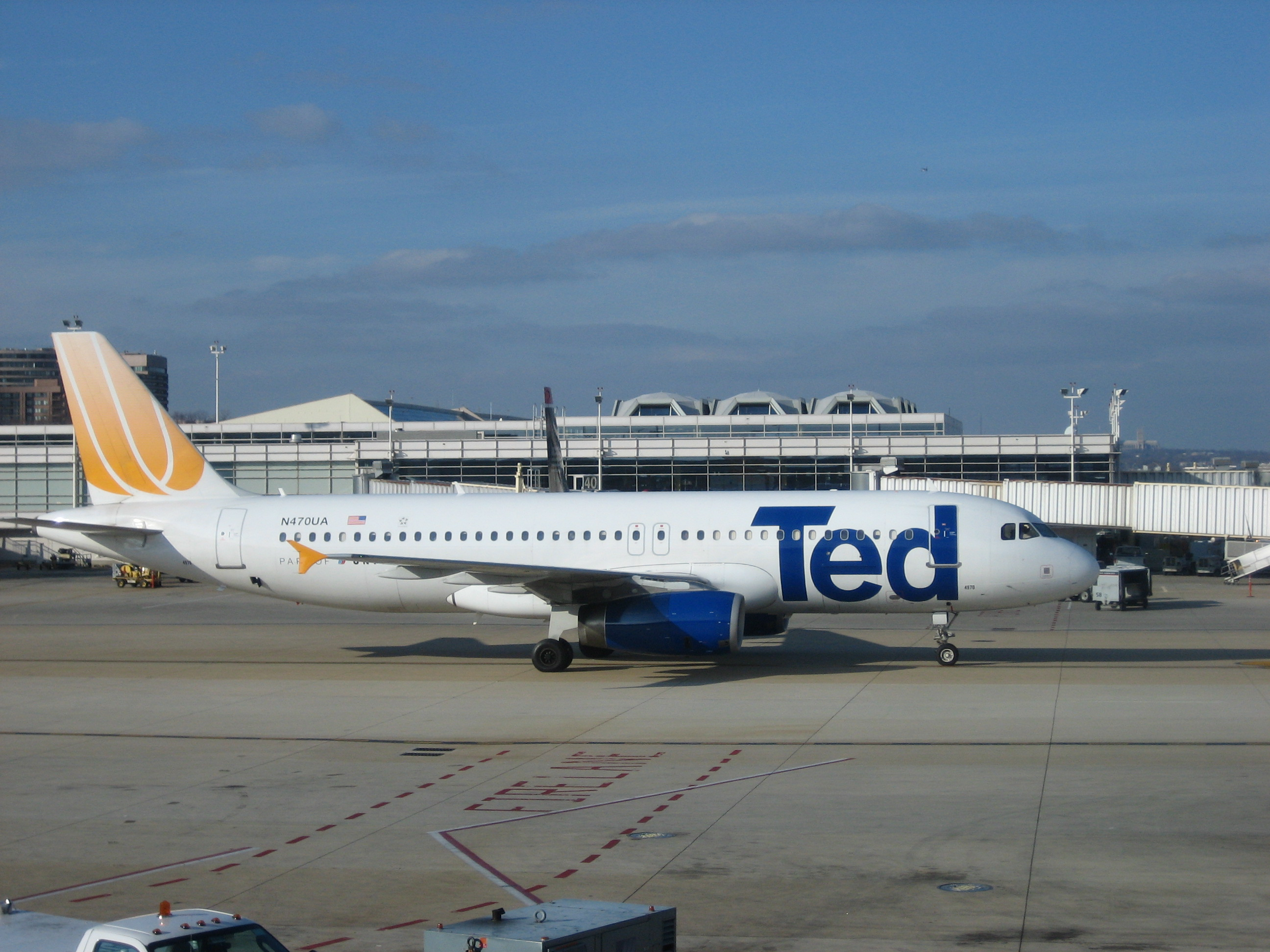
Un Airbus A320 de Ted Airlines rodando por el aeropuerto Ronald Reagan de Washington en diciembre de 2005.

United Airlines tenía 57 aviones en su flota dedicados a las operaciones de Ted:

A septiembre de 2008, la media de edad de la flota de Ted era de 8.7 años.

## Cabina
Los A320 de Ted estaban divididos en una clase general, con dos subclases específicas. La Economy Plus era la primera subclase que iba de las filas 1 a 11. Economy Plus proporcionaba 4 pulgadas más que las 31 de la clase Economy para las piernas. Los aviones de Ted estaban equipados con 20 monitores LCD retraibles en el techo conocidos como "Tedevision" que eran usadas para reproducir videos durante el vuelo. No existían asientos de primera clase en los vuelos de Ted. En todos los asientos de Ted seat había un "TedTunes" que tenía 12 emisoras incluyendo una que reproducía en directo las comunicaciones del Control del tráfico aéreo (canal 9), a gusto del piloto, una característica que aun hoy se mantiene en muchos de los vuelos de la matriz United.